# امیلیا اشنایدر
امیلیا اشنایدر (به انگلیسی: Emilia Schneider) (زاده ۲۳ اکتبر ۱۹۹۶) یک فمینیست، فعال و سیاستمدار اهل شیلی است. او در انتخابات ۲۰۲۱ شیلی به عضویت مجلس نمایندگان شیلی درآمد.
او یک زن ترنس است.